# Šadići na Sutjesci
Šadići su naseljeno mjesto u općini Foči, Republika Srpska, BiH. Popisano je kao samostalno naselje na popisu 1961., a na kasnijim popisima ne pojavljuje se, jer su 1962. Ćurevu (Sl.list NRBiH, br.47/62). Šadići su 1961. većinski srpsko mjesto, a ističu se po tome što je u Podrinju bila među naseljima s relativno većim udjelom Hrvata od 4,91%, dok su drugdje u Podrinju Hrvati uglavnom znatno malobrojniji, te Crnogoraca koji čine 9,42%.

## Stanovništvo
| Narod     | Popis 1961. |
| --------- | ----------- |
| Hrvati    | 12          |
| Muslimani | 180         |
| Srbi      | 28          |
| ostali    | 24          |
| Ukupno    | 244         |